# Litsea papuana
Litsea papuana är en lagerväxtart som beskrevs av Karl Moritz Schumann. Litsea papuana ingår i släktet Litsea och familjen lagerväxter. Inga underarter finns listade i Catalogue of Life.